# Huna
Huna (Hoonah,  Xoona, Xunaa Ḵwáan), jedan od 14 konova (plemena) Tlingita, porodica Koluschan, s Cross Sounda na Glacier Bayu i Lituya Bayu na Aljaski. 

## Populacija
Huna-kon 1870. prema Hodgeu broji 1.300 ljudi; 1880. broje 908 duša u dva sela, to su Gaudekan (ili Koudekan, Kao’tu’kan, Gow’ta’Kan; =“village by the cliff”; današnji Hoonah) s 13 kuća i 800 duša. Njemački etnograf Aurel Krause uz Gaudekan spominje i dva manja na Excursion Inlet i Point Couverdenu, među kojima i Klughagge s pet kuća i 108 duša. Hodge Klughagge naziva Klughuggue

## Privreda
Hune su bili ribari koji u ljeto napuštaju svoja sela i odlaze u ribarenje i lov na morske vidre. Oni i Sitke vode se za najbolje košaraše među Tlingitima. 

## Društvo
Klanovi su raspoređeni na fratrije Gavran (T'aḵdeintaan, Ḵoosk'eidí i Gaanax.ádi) i Vuk/Orao (Wooshkeetaan, Chookaneidí, Kaagwaantaan). Hodge ih naziva samo malo drugačije, to su: Chukanedi (Chookaneidí), Koskedi (Ḵoosk'eidí), Takdentan (T'aḵdeintaan) i Wushketan (Wooshkeetaan).

## Sela
- Akvetskoe, ljetno naselje na Lituya Bayu.
- Gaudekan, glavni 'grad' plemena, sada nazivan Huna, u Port Fredericku na sjevernoj obali otoka Chichagof Island.
- Hukanuwu, na sjevernoj strani Cross Sound između kopna i Chichagof Islanda.
- Klughuggue, naziv koji spominje Petroff (1884) kao 'grad' na Chichagof Islandu možda identičan s onim koji spominje Krause (1885) ili identičan s Tlushashakian.
- Kukanuwu, sjeverna obala Cross Sounda.
- Tlushashakian, sjeverna strana Cross Sounda.

## Vanjske poveznice
- Tlingit Tribes, Clans and Clan Houses  Arhivirana inačica izvorne stranice od 21. lipnja 2010. (Wayback Machine)